# مریدان (لنگرود)
مریدان 
مریدان، یک روستا و مرکز دهستانی به همین نام و یکی از دو دهستان (نام دهستان دیگر، دریاسر است) بخش کومله از شهرستان لنگرود در استان گیلان و کشور ایران است.

## جمعیت
این روستا در دهستان مریدان قرار دارد و براساس سرشماری مرکز آمار ایران در سال ۱۳۸۵، جمعیت آن ۱٬۲۴۷ نفر (۳۷۰خانوار) بوده‌است.